# Karl Wahl (Ingenieur)
Karl Wahl (* 6. Juni 1869 in Thalau; † 18. April 1961 in Trier) war ein deutscher Ingenieur und Direktor der Stadtwerke Trier.

## Ausbildung und beruflicher Werdegang
Karl Wahl studierte an dem Polytechnikum in Karlsruhe und wurde 1887 Mitglied der dortigen Burschenschaft Germania (heute Teutonia). Danach nahm er verschiedene Tätigkeiten wahr, bis er 1895 zur Stadt Mannheim kam. Dort kümmerte er sich hauptsächlich um die Erweiterung der Wassergewinnungsanlagen im Käfertaler Wald. Ab 1897 arbeitete Karl Wahl für die Kölner Wasserwerke und ab 1907 leitete er das Gas- und Wasserwerk in Trier. Im Jahre 1928 übernahm er die Leitung der kompletten Stadtwerke. Unter der Leitung von Karl Wahl entstanden unter anderem das Wasserwerk in Kenn, der Hochbehälter von Reinsberg und das Wasserwerk Monaise.

## Ehrungen
Karl Wahl wurde mit dem Verdienstkreuz 1. Klasse des Verdienstordens der Bundesrepublik Deutschland geehrt. Und er wurde mit der Bunsen-Pettenkofer-Ehrentafel der Deutschen Vereinigung des Gas- und Wasserfaches ausgezeichnet. Er war Ehrenbürger seines Heimatortes.